# بخش سان کریستوبال
بخش سان کریستوبال (به اسپانیایی: Departamento San Cristóbal) یک منطقهٔ مسکونی در آرژانتین است که در استان سانتافه واقع شده‌است. بخش سان کریستوبال ۱۴٬۸۵۰ کیلومتر مربع مساحت و ۶۴٬۹۳۵ نفر جمعیت دارد.